# Jan Wynekes
Jan Anton Alfred Wynekes (Nederlands-Indië, 13 oktober 1918 - Harderwijk, 31 maart 2014) werd in 1937 Nederlands beroepsmilitair, in 1942 Engelandvaarder en in 1965 medicus.
Jan Wynekes werd in Nederlands Indië geboren, waar zijn vader arts was. Tijdens een verlof bleek dat Jan zich in het Hollandse klimaat beter voelde, waarop zijn ouders besloten naar Den Haag te verhuizen. Ook daar opende zijn vader een artsenpraktijk.
In 1937 haalde Jan zijn HBS diploma. Hij deed de verplichte vooropleiding bij de School Reserve Officieren Bereden Artillerie in Ede en ging na de zomer van 1938 naar de KMA in Breda.

## Oorlogsjaren
Toen de Tweede Wereldoorlog uitbrak, had Wynekes de KMA al doorlopen. In 1940 vocht hij met de 3de Afdeling van het 8ste Regiment Artillerie aan de Grebbelinie. Op 14 mei trok zijn onderdeel zich terug naar Bensdorp, waar hij hoorde dat Nederland had gecapituleerd. Hij onttrok zich aan krijgsgevangenschap en werd tot 2de luitenant benoemd en gedemobiliseerd.
Na de demobilisatie besloot Wynekes in Leiden medicijnen te gaan studeren, tot grote tevredenheid van zijn vader. Na vier maanden haalde hij al zijn propedeuse. Toen de Duitsers de Leidse Universiteit sloten, vervolgde hij zijn studie in Amsterdam.
De sfeer in Amsterdam irriteerde hem, Jodenvervolgingen, verraad en mogelijk gevangenschap voor officieren. Hij besloot naar Engeland te gaan en begon veilige adressen te verzamelen. Hij vertrok in januari 1942 met Hans Stam, een school- en zwemvriend. In Heer-Agimont ontmoetten ze Jan Hendrik Jansen tegen ( die hij van de KMA kende), J Wieringa en Ida Veldhuyzen van Zanten en ze besloten samen naar Zwitserland te reizen. Ze bereikten Zwitserland op 14 januari 1941 maar werden bij Chevenez gearresteerd. Na verhoor reisden ze via Bern naar Genève. Stam kreeg daar te horen dat zijn broer door de Duitsers was gefusilleerd. Wynekes kreeg via een reisbureau in Zürich een visum voor Spanje en Brazilië en vervolgde zijn reis in april. Met de trein ging hij naar Spanje. In Barcelona werd hij tijdens een razzia gearresteerd, waardoor hij in het kamp in Miranda de Ebro terechtkwam. De Nederlandse consul in Barcelona, Ary Kriens, haalde hem een week later weer op.
Op 1 juni vertrok hij met ongeveer dertig Nederlanders aan boord van de Cabo de Buena Esperanza naar Gibraltar. Aan boord kwam hij Wieringa en Ida Veldhuyzen weer tegen. Sommigen dachten dat het schip naar Engeland zou gaan, hoewel de officiële bestemming Zuid-Amerika was. Veel Nederlanders hoopten in Gibraltar van boord te kunnen gaan. Wynekes had het geluk bij de groep te behoren die daar door de Engelsen van boord gehaald werden zogenaamd omdat die mannen onbetrouwbare pro-Duitse Nederlanders waren. Met een troepenschip bereikte hij Engeland op 12 juli 1942.
Een gebruikelijk, lang verhoor op de Patriotic School volgde. Daarna kreeg hij een baan op het Ministerie van Oorlog, maar hij wilde vechten. Hij werd overgeplaatst naar een net-opgerichte Batterij Artillerie. Onderwijl trouwde hij met Sheila.
Zijn batterij werd bij de Prinses Irene Brigade ingezet, waarmee hij in augustus 1944 de landing in Normandië meemaakte. Hij vocht mee bij Caen en trok vandaar door naar Brussel. Uiteindelijk kwam hij terecht bij de Operatie Market Garden. Daarna werd hij ingezet om Zeeland en Brabant te bevrijden. Hij was ook op 8 mei bij de bevrijding van Den Haag, waar hij zijn ouders ging opzoeken, en waar zijn vader hem vertelde dat zijn moeder enkele maanden eerder door Duitsers op straat was doodgeschoten.
Op 49-jarige leeftijd pakte hij zijn medische studie weer op, ditmaal in Utrecht. Na zes jaar slaagde hij cum laude en werd hij geneesheer-directeur van een verpleeghuis in Zwolle.
Zijn belevenissen zijn in 2011 door Rik Sentrop beschreven in 'Officier van Oranje'